# Sterculia mexicana
Sterculia mexicana là một loài thực vật có hoa trong họ Cẩm quỳ. Loài này được R. Br. miêu tả khoa học đầu tiên năm 1844.